# Prismaan
Prismaan of Ladenburgbenzeen is een valentie-isomeer van benzeen. De stof dankt zijn naam aan de vorm van het koolstofskelet: een driezijdig prisma. Het was de Duitse scheikundige Albert Ladenburg die in 1869 prismaan voorstelde als de structuur voor benzeen.

## Synthese
Prismaan kan bereid worden door uv-bestraling van benzeen, waardoor eerst dewarbenzeen ontstaat. Bij voortgezette bestraling ontstaat ook prismaan.
Het kan ook synthetisch bereid worden vanuit benzvaleen (1), een ander valentie-isomeer van benzeen. Door een stapsgewijze diels-alderreactie met 4-fenyltriazolidon, een sterk diënofiel, wordt een specifiek adduct (2) gevormd. Dit adduct wordt onder basische omstandigheden gehydrolyseerd en vervolgens met koper(II)chloride en een sterke base omgezet in een kristallijne azoverbinding (3). De laatste stap omvat de fotolyse van de azoverbinding. Daarbij wordt onder invloed van licht een biradicaal gevormd, dat intramoleculair een koolstof-koolstofbinding vormt en zo prismaan (4) oplevert. De drijvende kracht voor de reactie is de irreversibele vorming van stikstofgas.

## Structuur en eigenschappen
Het introduceren van substituenten op prismaan maakt de structuur stabieler, zowel ten opzichte van de verzadigde structuur als van benzeen zelf. Deze stabilisatie heeft vooral sterische achtergronden. Prismaan is door de kleine ringen een molecule die aan hoge ringspanning onderhevig is. De benzeenmolecule daarentegen is vlak en heeft nauwelijks last van ringspanning. In prismaan zijn de hoeken tussen de koolstofatomen veel kleiner, waardoor de substituenten meer ruimte hebben. In benzeen is dat niet het geval: een volledig substitutie met tert-butylgroepen is niet mogelijk in benzeen, maar wel in prismaan. Daarnaast zijn ook nog methylgroepen en trifluormethylgroepen als stabiliserende substituenten beschreven. Hexamethylprismaan is een witte kristallijne vaste stof.